# Polyphylla fullo
Polyphylla fullo  је инсект који припада породици Scarabaeidae, потпородици Melolonthinae.

## Опис
Polyphylla fullo је најкрупнији европски инсект у подфамилији Melolonthinae, пошто достиже дужину и до 38 mm. Тело је робусно и конвексно, а може бити кестењасто или црно. Покривено је фином беличастом пубесценцијом која даје мермерну шару. Мужјаци су лако препознатљиви по великим лепезастим антенама, а по томе је род и добио име (Polyphylla = "много листова"). Одрасли живе и хране се на четинама борова, док ларве живе на корењу трава и шаши (Graminaceae и Cyperaceae).

## Распрострањење
Polyphylla fullo живи у Северној Африци, Европи и на Блиском истоку. Најчешће се налази у Средњој и Јужној Европи, али нигде није честа. Граница ареала чине на северу југ Шведске, источни део Балкана, Кавказ и исток Ирана. У Србији је премало налаза да би се стекла јасна представа о распрострањењу, али је често налажена у пешчарама (Делиблатска и Суботичка), а понекад и на високим планинама (Бесна Кобила и Тара).
Настањује пешчане пределе, као што су осунчани рубови борових шума, виногради или дине.

## Галерија
- Антене скупљене
- мужјак